# Сражение на Киросе
Сражение на Киро́се (исп. batalla del río Quirós) — состоявшееся в 795 году на берегу реки Кирос (вблизи современного селения Кирос) сражение, в котором войско мавров под командованием Абд аль-Карима ибн Абд аль-Вахида ибн Мугита нанесло поражение войску астурийцев под командованием Гадаксары. Один из эпизодов военной компании Кордовского эмирата против Астурийского королевства.

## Предыстория
Начиная с произошедшего в 710-х годах арабского завоевания Пиренейского полуострова, мавры и сохранившие свою независимость в горах Астурии христиане вели многочисленные войны друг с другом.
В ответ на поражение войска мавров в сражении при Лутосе в 794 году, эмир Кордовы Хишам I организовал новый поход в Астурийское королевство. Две армии одновременно вторглись во владения астурийского короля Альфонсо II: одна из них совершила набег на Галисию, другая, возглавляемая Абд аль-Каримом ибн Абд аль-Вахидом ибн Мугитом, двинулась в центральные районы земель испанских христиан. Первоначально Альфонсо II намеревался вступить с маврами в сражение в находящемся вблизи Асторги перевале Пуэрто-де-ла-Меза, но отступил, видя значительное численное превосходство войска мусульман. Тем не менее, арьергард астурийского войска был атакован кордовской конницей и понёс большие потери в сражении при Бабиасе.

## Сражение
От перевала Пуэрто-де-ла-Меза войско христиан отступило по направлению к столице Астурийского королевства, городу Овьедо. Следом за ним двигалось и войско мавров. Понимая, что при столкновении с основными силами мусульман победа, вероятнее всего, будет на стороне кордовцев, король Альфонсо II отделил от своей армии отряд в 3000 всадников во главе со своим приближённым Гадаксарой, повелев тому любой ценой задержать мавров до тех пор, пока астурийцы не отойдут на позиции, более удобные для борьбы с мусульманской конницей.
По свидетельству Ибн Идари, ожесточённое сражение между воинами Гадаксары и войском Абд аль-Карима ибн Абд аль-Вахида ибн Мугита произошло на берегу реки Кирос, вблизи слияния её с Пьельго. Благодаря численному превосходству, победу в нём одержали мавры: почти все астурийцы пали на поле боя, а сам Гадаксара попал в плен.

## Последствия
Несмотря на поражение, астурийские воины во главе с Гадаксарой выполнили приказ своего повелителя: армии Альфонсо II удалось оторваться от мавров, выйти из неудобной для боя местности Монте-Олбо и отступить к Овьедо. Хотя затем мусульмане нанесли ещё одно поражение христианам, разбив их в сражении на реке Налон, и даже захватили астурийскую столицу, ни пленить короля, ни полностью уничтожить христианское войско они не смогли.